# A Interpretação dos Sonhos
A Interpretação dos Sonhos, publicado em 1899 com a data 1900, é um livro de Sigmund Freud que aborda, na época da publicação de uma forma inovadora, os processos inconscientes, pré-conscientes e conscientes envolvidos nos sonhos, incluindo sonhar, recordar e relatar o sonho. O livro explica o argumento para postular o novo modelo do inconsciente e desenvolve um método para conseguir acesso ao mesmo, tomando elementos de suas experiências prévias com as técnicas de hipnose e com o tratamento da histeria através da técnica de associação livre, isto é, o paciente fala o que lhe ocorre no momento. Essa técnica foi transposta para as associações em relação ao conteúdo do sonho.

## Aspectos da obra
O livro marcou a virada entre os séculos XIX e XX, e foi o mais importante estudo psicanalítico de Freud. É nessa obra que apresenta suas ideias inéditas sobre os sonhos — "caminho para o conhecimento do inconsciente" — explicando de onde eles vêm, por que ocorrem, como funcionam. Chamou de "conteúdo manifesto" o que é lembrado de um sonho. Mas é do pensamento do sonho e não do conteúdo manifesto que depreendemos seu sentido. Os sonhos já eram objeto de estudo desde a antiguidade. A pesquisa psicanalítica inovou ao investigar as relações entre conteúdo manifesto e pensamentos oníricos latentes. Os pensamentos do sonho equivalem aos processos inconscientes. O método psicanalítico de interpretação dos sonhos requer, em primeiro lugar, as associações daquele que sonhou. Esse método investiga os processos pelos quais os pensamentos do sonho se transformaram em conteúdos manifestos do sonho. Metaforicamente, podemos dizer que os sonhos abrem uma janela para o inconsciente.
O que Freud observou abalou uma visão centrada na consciência e criou uma nova teoria sobre a natureza humana: o desejo inconsciente, a sexualidade infantil, a metáfora da castração e a retomada de um mito, com o qual elaborou, mais tarde, o conceito de complexo de Édipo. Nos seis primeiros anos, foram vendidos apenas algumas centenas de exemplares. Seus leitores recuaram e o próprio Freud admitiu que suas ideias "desconcertavam as pessoas". Ainda assim, defendeu o trabalho com sonhos como sendo o "alicerce mais seguro da psicanálise".

### Método Freudiano
Posteriormente, descobriu que os pacientes não precisavam ser hipnotizados e que a recordação sem os recursos da sugestão, ou seja, através da fala em associação livre, era um método mais eficaz para eliminar, alterar ou diminuir os sintomas.